# Bernadets-Debat
Pour les articles homonymes, voir Bernadets (homonymie) et Debat.
Bernadets-Debat est une commune française située dans le nord-est du département des Hautes-Pyrénées, en région Occitanie. Sur le plan historique et culturel, la commune est dans l’ancien comté de Bigorre, comté historique des Pyrénées françaises et de Gascogne.
Exposée à un climat océanique altéré, elle est drainée par l'Osse, le Bouès et par divers autres petits cours d'eau.
Bernadets-Debat est une commune rurale qui compte 99 habitants en 2022, après avoir connu un pic de population de 469 habitants en 1836..
Ses habitants sont appelés les Bernadetois.

## Géographie

### Localisation
La commune de Bernadets-Debat se trouve dans le département des Hautes-Pyrénées, en région Occitanie.
Elle se situe à 24 km à vol d'oiseau de Tarbes, préfecture du département, et à 6 km de Trie-sur-Baïse, bureau centralisateur du canton des Coteaux dont dépend la commune depuis 2015 pour les élections départementales.
La commune fait en outre partie du bassin de vie de Trie-sur-Baïse.
Les communes les plus proches sont : 
Sarraguzan (1,7 km), Castex (2,5 km), Mazerolles (2,6 km), Fontrailles (3,3 km), Antin (3,3 km), Estampures (3,4 km), Lapeyre (3,8 km), Manas-Bastanous (4,2 km).
Sur le plan historique et culturel, Bernadets-Debat fait partie de l’ancien comté de Bigorre, comté historique des Pyrénées françaises et de Gascogne créé au IXe siècle puis rattaché au domaine royal en 1302, inclus ensuite au comté de Foix en 1425 puis une nouvelle fois rattaché au royaume de France en 1607. La commune est dans le pays de Tarbes et de la Haute Bigorre.
Les communes limitrophes sont Castex, Sarraguzan, Antin, Estampures, Fontrailles, Lapeyre, Mazerolles et Trie-sur-Baïse.
| Estampures | Castex (Gers)   | Sarraguzan (Gers) |
| Mazerolles | Bernadets-Debat | Fontrailles       |
| Antin      | Lapeyre         | Trie-sur-Baïse    |

### Hydrographie
Le ruisseau du Bouès (affluent droit de l'Arros) traverse la commune du sud au nord et forme la limite ouest avec les communes de Mazerolles, Antin et Estampures.

La rivière de l'Osse (affluent droit de la Gélise) qui prend sa source sur la commune traverse le territoire du sud au nord et forme la limite est avec les communes de Sarraguzan (Gers) et Fontrailles.
     
Les ruisseaux de Joulard et de La Courrie-Longue (tous deux affluents gauche de l'Osse) et le Picharrot (affluent droit du Bouès) prennent leur source sur la commune.
     
Le ruisseau de Nauri (affluent gauche de l'Osse) traverse le territoire de la commune d'ouest en est et forme une partie de la limite nord avec la commune de Castex (Gers).
     
Le ruisseau du Pélan (affluent gauche de la Baïse) traverse le territoire de la commune et forme une partie de la limite sud-est avec la commune de Trie-sur-Baïse.

### Climat
Le climat est tempéré de type océanique, en raison de l'influence proche de l'Océan Atlantique situé à peu près 150 km plus à l'ouest. La proximité des Pyrénées fait que la commune profite d'un effet de foehn, il peut aussi y neiger en hiver, même si cela reste inhabituel.
| Mois                              | jan.  | fév.  | mars  | avril | mai   | juin  | jui.  | août  | sep.  | oct.  | nov.  | déc.  | année   |
| --------------------------------- | ----- | ----- | ----- | ----- | ----- | ----- | ----- | ----- | ----- | ----- | ----- | ----- | ------- |
| Température minimale moyenne (°C) | 0,6   | 1,3   | 2,7   | 5,2   | 8,3   | 11,6  | 14,1  | 13,9  | 11,7  | 8     | 3,6   | 1,3   | 6,9     |
| Température moyenne (°C)          | 5,3   | 6,1   | 7,8   | 10    | 13,3  | 16,7  | 19,3  | 19    | 17,2  | 13,3  | 8,5   | 5,8   | 11,9    |
| Température maximale moyenne (°C) | 9,9   | 11    | 12,9  | 14,8  | 18,3  | 21,7  | 24,5  | 24    | 22,6  | 18,6  | 13,4  | 10,4  | 16,8    |
| Ensoleillement (h)                | 108,8 | 118,8 | 155,6 | 157,2 | 181,3 | 191,5 | 215,5 | 196,4 | 194,5 | 164,4 | 124,4 | 104,4 | 1 912,8 |
| Précipitations (mm)               | 112,8 | 97,5  | 100,2 | 105,7 | 113,6 | 80,7  | 57,3  | 70,3  | 71    | 85,2  | 93    | 112,1 | 1 099,4 |

### Milieux naturels et biodiversité
Aucun espace naturel présentant un intérêt patrimonial n'est recensé sur la commune dans l'inventaire national du patrimoine naturel,,.

## Urbanisme

### Typologie
Au 1er janvier 2024, Bernadets-Debat est catégorisée commune rurale à habitat très dispersé, selon la nouvelle grille communale de densité à sept niveaux définie par l'Insee en 2022.
Elle est située hors unité urbaine et hors attraction des villes,.

### Occupation des sols
L'occupation des sols de la commune, telle qu'elle ressort de la base de données européenne d’occupation biophysique des sols Corine Land Cover (CLC), est marquée par l'importance des territoires agricoles (60,3 % en 2018), une proportion sensiblement équivalente à celle de 1990 (60,4 %). La répartition détaillée en 2018 est la suivante : 
forêts (39,7 %), terres arables (37 %), zones agricoles hétérogènes (23,4 %).
L'IGN met par ailleurs à disposition un outil en ligne permettant de comparer l’évolution dans le temps de l’occupation des sols de la commune (ou de territoires à des échelles différentes). Plusieurs époques sont accessibles sous forme de cartes ou photos aériennes : la carte de Cassini (XVIIIe siècle), la carte d'état-major (1820-1866) et la période actuelle (1950 à aujourd'hui).

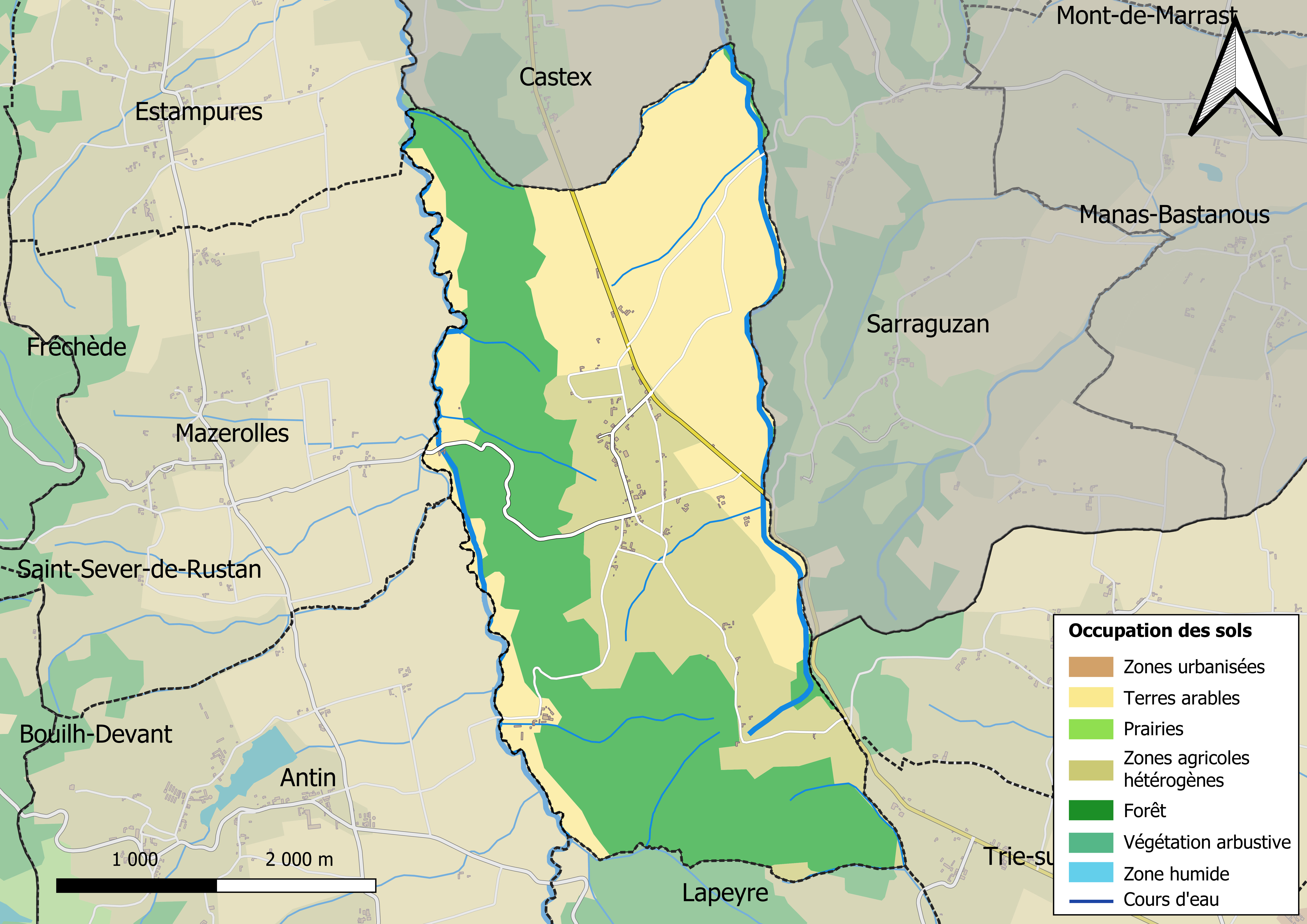
Carte des infrastructures et de l'occupation des sols en 2018 (CLC) de la commune.
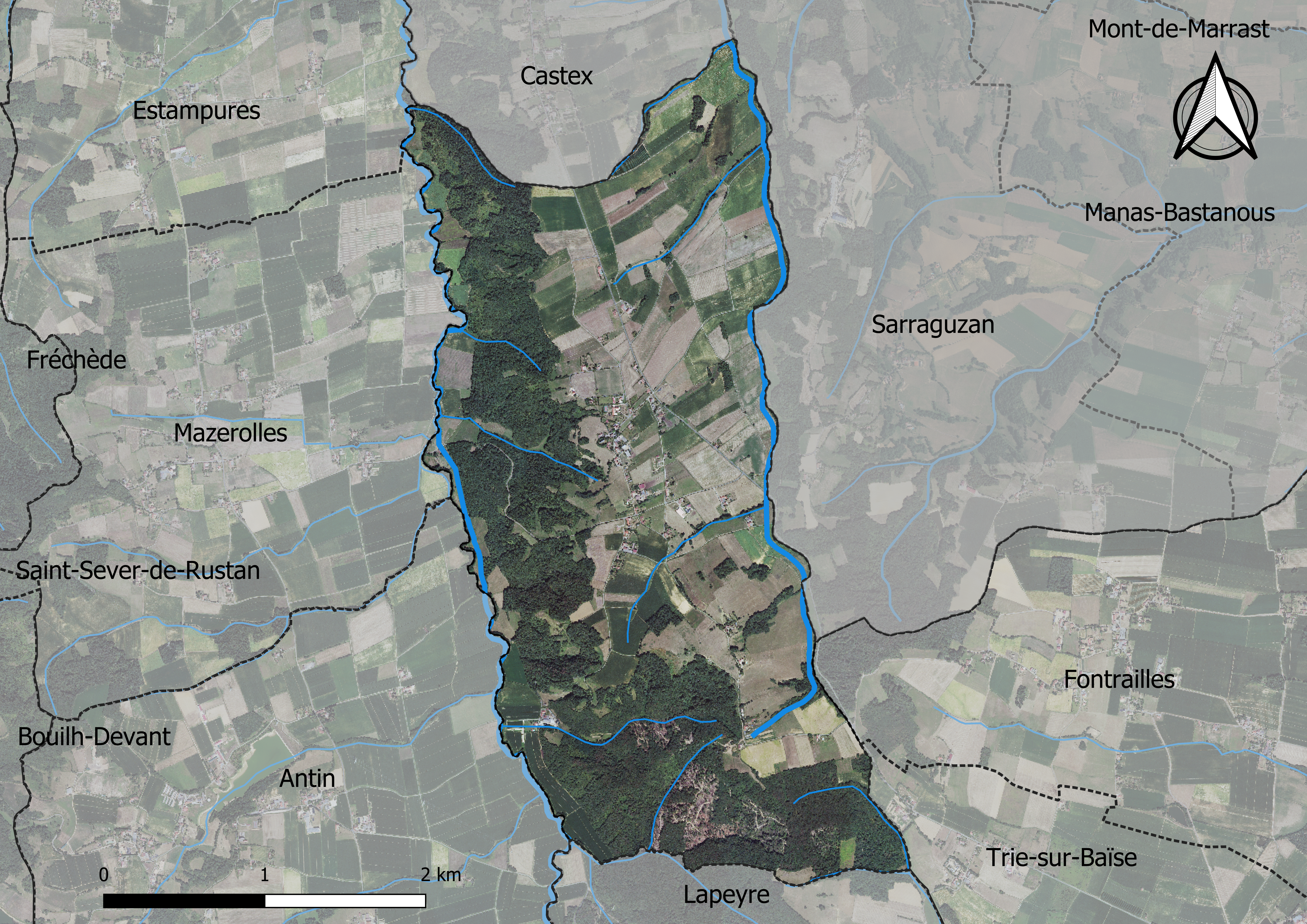
Carte orthophotogrammétrique de la commune.

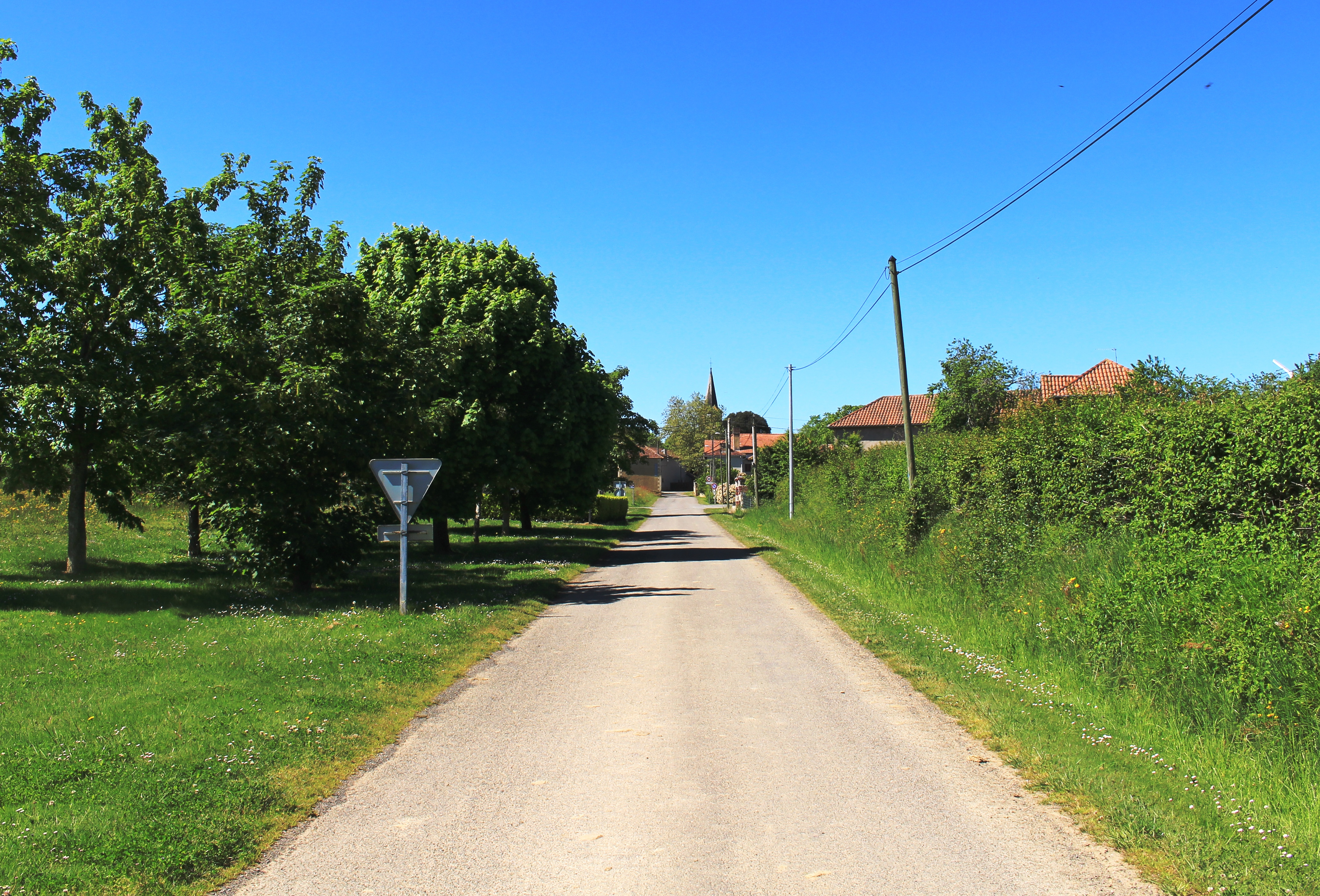
Entrée du village.

### Logement
En 2012, le nombre total de logements dans la commune est de 62.

Parmi ces logements, 69.1  % sont des résidences principales, 16.2   % des résidences secondaires et  14.6   % des logements vacants.

### Voies de communication et transports
Cette commune est desservie par les routes départementales D 17 et D 43.

### Risques majeurs
Le territoire de la commune de Bernadets-Debat est vulnérable à différents aléas naturels : météorologiques (tempête, orage, neige, grand froid, canicule ou sécheresse), inondations, mouvements de terrains et séisme (sismicité modérée). Un site publié par le BRGM permet d'évaluer simplement et rapidement les risques d'un bien localisé soit par son adresse soit par le numéro de sa parcelle.
Certaines parties du territoire communal sont susceptibles d’être affectées par le risque d’inondation par débordement de cours d'eau, notamment l'Osse et le Bouès. La cartographie des zones inondables en ex-Midi-Pyrénées réalisée dans le cadre du XIe Contrat de plan État-région, visant à informer les citoyens et les décideurs sur le risque d’inondation, est accessible sur le site de la DREAL Occitanie. La commune a été reconnue en état de catastrophe naturelle au titre des dommages causés par les inondations et coulées de boue survenues en 1982, 1999 et 2009,.
Bernadets-Debat est exposée au risque de feu de forêt. Un plan départemental de protection des forêts contre les incendies a été approuvé par arrêté préfectoral le 21 avril 2020 pour la période 2020-2029. Le précédent couvrait la période 2007-2017. L’emploi du feu est régi par deux types de réglementations. D’abord le code forestier et l’arrêté préfectoral du 27 octobre 2014, qui réglementent l’emploi du feu à moins de 200 m des espaces naturels combustibles sur l’ensemble du département. Ensuite celle établie dans le cadre de la lutte contre la pollution de l’air, qui interdit le brûlage des déchets verts des particuliers. L’écobuage est quant à lui réglementé dans le cadre de commissions locales d’écobuage (CLE)

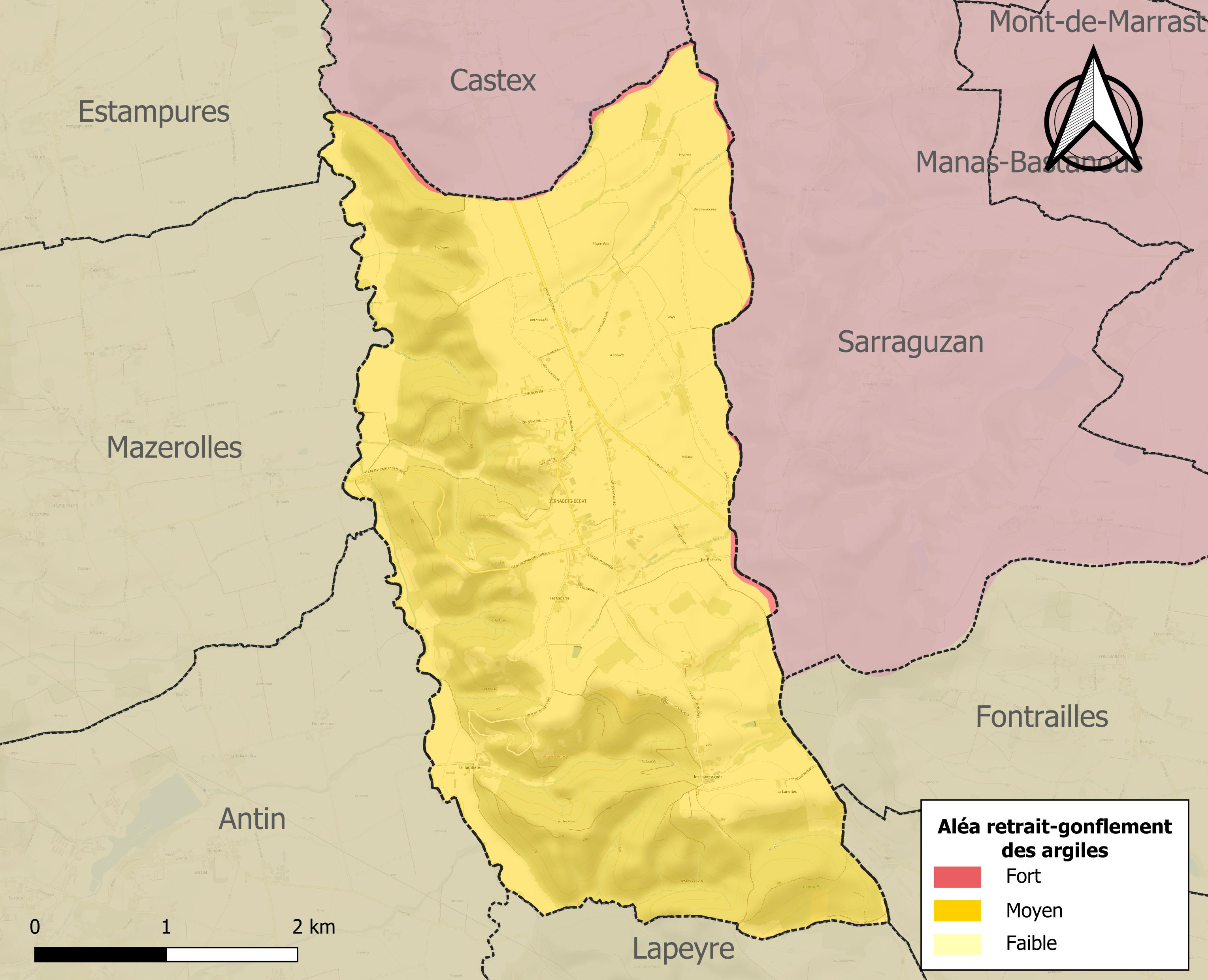
Carte des zones d'aléa retrait-gonflement des sols argileux de Bernadets-Debat.

Les mouvements de terrains susceptibles de se produire sur la commune sont des mouvements de sols liés à la présence d'argile et des tassements différentiels.
Le retrait-gonflement des sols argileux est susceptible d'engendrer des dommages importants aux bâtiments en cas d’alternance de périodes de sécheresse et de pluie. La totalité de la commune est en aléa moyen ou fort (44,5 % au niveau départemental et 48,5 % au niveau national). Sur les 57 bâtiments dénombrés sur la commune en 2019, 57 sont en aléa moyen ou fort, soit 100 %, à comparer aux 75 % au niveau départemental et 54 % au niveau national. Une cartographie de l'exposition du territoire national au retrait gonflement des sols argileux est disponible sur le site du BRGM,.
Par ailleurs, afin de mieux appréhender le risque d’affaissement de terrain, l'inventaire national des cavités souterraines permet de localiser celles situées sur la commune.
Concernant les mouvements de terrains, la commune a été reconnue en état de catastrophe naturelle au titre des dommages causés par des mouvements de terrain en 1999.

## Toponymie

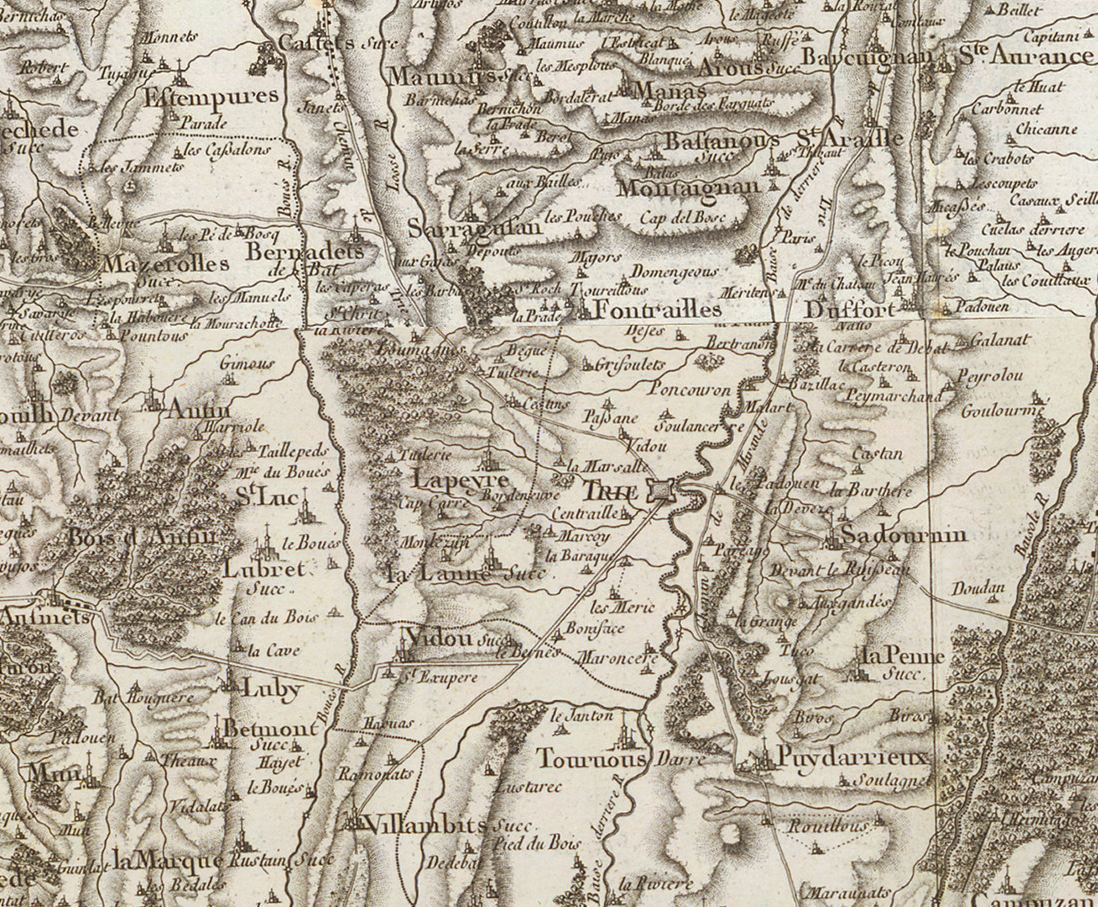
Extrait de la carte de Cassini (entre 1756 et 1789) situant Bernadets-Debat à l'ouest de Trie-sur-Baïse

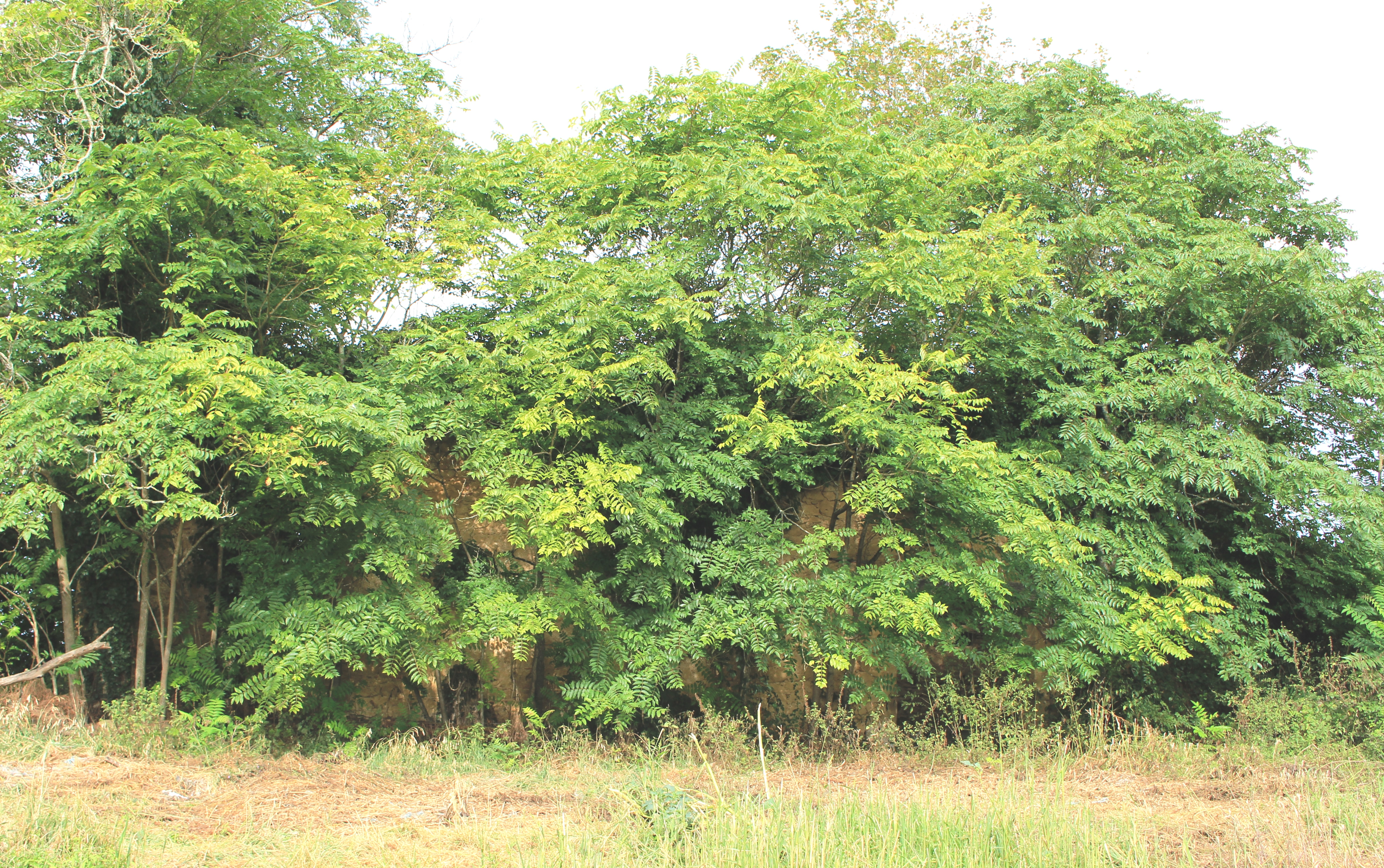
Ruines du château Saint-Christ.

On trouvera les principales informations dans le Dictionnaire toponymique des communes des Hautes-Pyrénées de Michel Grosclaude et Jean-François Le Nail qui rapporte les dénominations historiques du village :
Dénominations historiques :
- Giraldus de Bernadeds, latin et gascon (1186, cartulaire de Berdoues) ;
- Girardus de Bernadeds, a Bernadeds, latin et gascon (1238, cartulaire Berdoues) ;
- Bernardes, (v. 1230, pouillé d'Auch) ;
- Bernadetz, (1382-1384, procuration Auch) ;
- de Bernadeto, latin (1405, décime Auch) ;
- Bernadet, (XVe siècle, livre rouge Auch) ;
- Bernadets de Bat, (fin XVIIIe siècle, carte de Cassini).

Étymologie : Bernadets : du gascon Vèrn (= aulne) + suffixe collectif végétal etam + suffixe diminutif èth (du latin ellum). Passage de Vernedèth à Vernadèth par dissimilation e > a. Signification générale : petite aulnaie.

Debat : au nord par rapport à Bernadets-Dessus.
Nom occitan : Vernadèth Devath.

## Histoire

### Cadastre napoléonien de Bernadets-Debat
Le plan cadastral napoléonien de Bernadets-Debat est consultable sur le site des archives départementales des Hautes-Pyrénées.

## Politique et administration

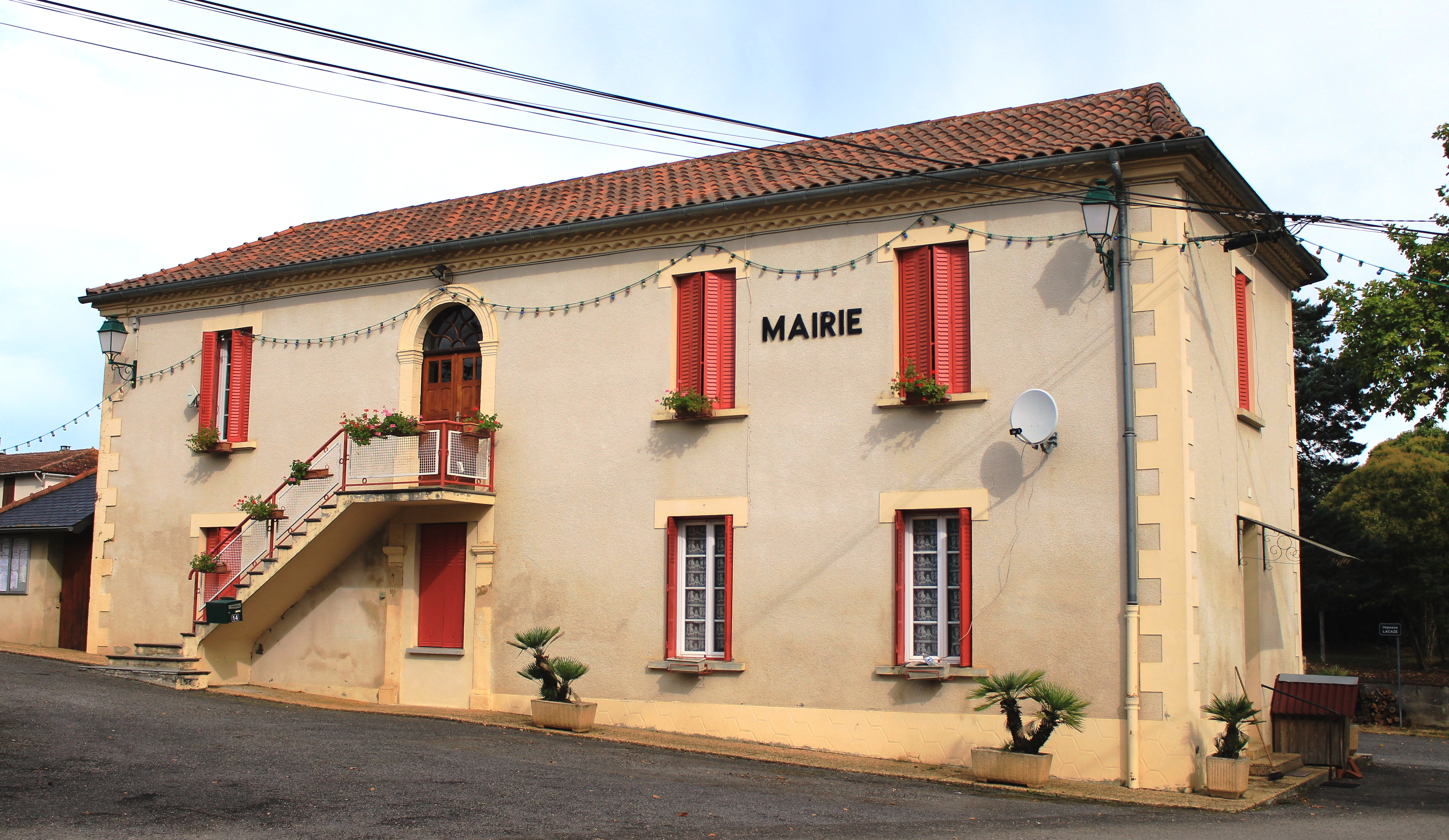
La mairie en 2020.

### Liste des maires
| Période                                  | Période   | Identité           | Étiquette | Qualité |
| ---------------------------------------- | --------- | ------------------ | --------- | ------- |
| Les données manquantes sont à compléter. |           |                    |           |         |
|                                          |           |                    |           |         |
| mars 2008                                | mars 2020 | Éloi Bégué         |           |         |
| mars 2020                                | en cours  | Jean-Louis Mailhes |           |         |

### Rattachements administratifs et électoraux

#### Historique administratif
Sénéchaussée d'Auch, élection d'Astarac, canton de Trie (1790).

#### Intercommunalité
Bernadets-Debat appartient à la communauté de communes du Pays de Trie et du Magnoac créée en janvier 2017 et qui réunit 50 communes.

## Population et société

### Démographie

#### Évolution démographique

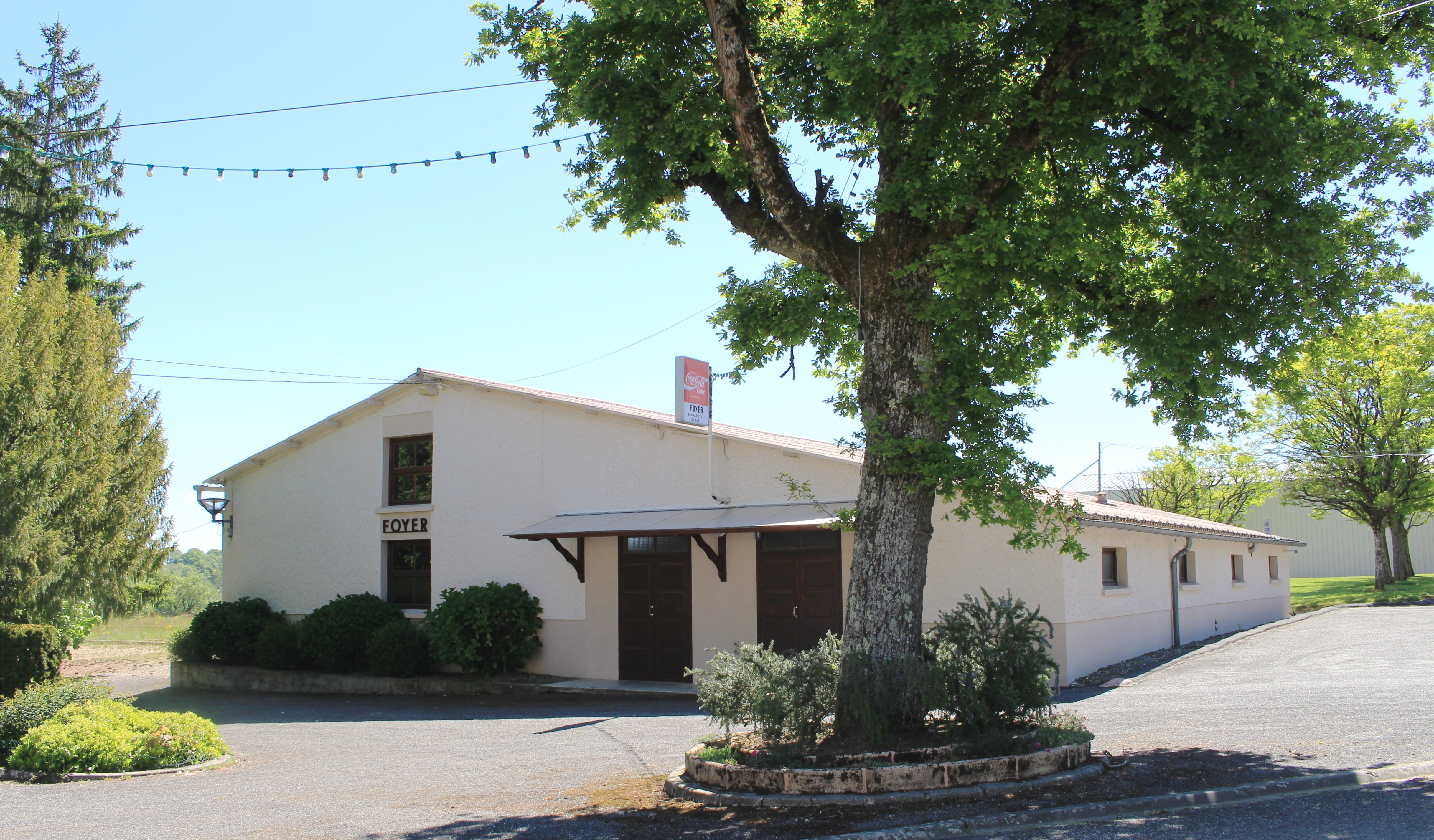
Le foyer rural en 2019.

| 1793 | 1800 | 1806 | 1821 | 1831 | 1836 | 1841 | 1846 | 1851 |
| ---- | ---- | ---- | ---- | ---- | ---- | ---- | ---- | ---- |
| 311  | 259  | 431  | 408  | 461  | 469  | 424  | 435  | 400  |

| 1856 | 1861 | 1866 | 1876 | 1881 | 1886 | 1891 | 1896 | 1901 |
| ---- | ---- | ---- | ---- | ---- | ---- | ---- | ---- | ---- |
| 400  | 402  | 380  | 426  | 414  | 321  | 418  | 422  | 401  |

| 1906 | 1911 | 1921 | 1926 | 1931 | 1936 | 1946 | 1954 | 1962 |
| ---- | ---- | ---- | ---- | ---- | ---- | ---- | ---- | ---- |
| 404  | 409  | 270  | 221  | 202  | 191  | 163  | 160  | 131  |

| 1968 | 1975 | 1982 | 1990 | 1999 | 2006 | 2011 | 2016 | 2021 |
| ---- | ---- | ---- | ---- | ---- | ---- | ---- | ---- | ---- |
| 138  | 112  | 107  | 107  | 108  | 106  | 104  | 109  | 103  |

| 2022 | - | - | - | - | - | - | - | - |
| ---- | - | - | - | - | - | - | - | - |
| 99   | - | - | - | - | - | - | - | - |

### Enseignement
La commune dépend de l'académie de Toulouse. Elle ne dispose plus d'école en 2016.

## Économie

### Emploi
|                | 2008  | 2013  | 2018  |
| -------------- | ----- | ----- | ----- |
| Commune        | 8,5 % | 4,5 % | 4,6 % |
| Département    | 7,7 % | 9,4 % | 9,8 % |
| France entière | 8,3 % | 10 %  | 10 %  |

En 2018, la population âgée de 15 à 64 ans s'élève à 67 personnes, parmi lesquelles on compte 76,9 % d'actifs (72,3 % ayant un emploi et 4,6 % de chômeurs) et 23,1 % d'inactifs,. En  2018, le taux de chômage communal (au sens du recensement) des 15-64 ans est inférieur à celui de la France et du département, alors qu'en 2008 la situation était inverse.
La commune est hors attraction des villes,. Elle compte 20 emplois en 2018, contre 17 en 2013 et 20 en 2008. Le nombre d'actifs ayant un emploi résidant dans la commune est de 50, soit un indicateur de concentration d'emploi de 40,7 % et un taux d'activité parmi les 15 ans ou plus de 53,6 %.
Sur ces 50 actifs de 15 ans ou plus ayant un emploi, 18 travaillent dans la commune, soit 37 % des habitants. Pour se rendre au travail, 77,6 % des habitants utilisent un véhicule personnel ou de fonction à quatre roues et 22,4 % n'ont pas besoin de transport (travail au domicile).

## Culture locale et patrimoine

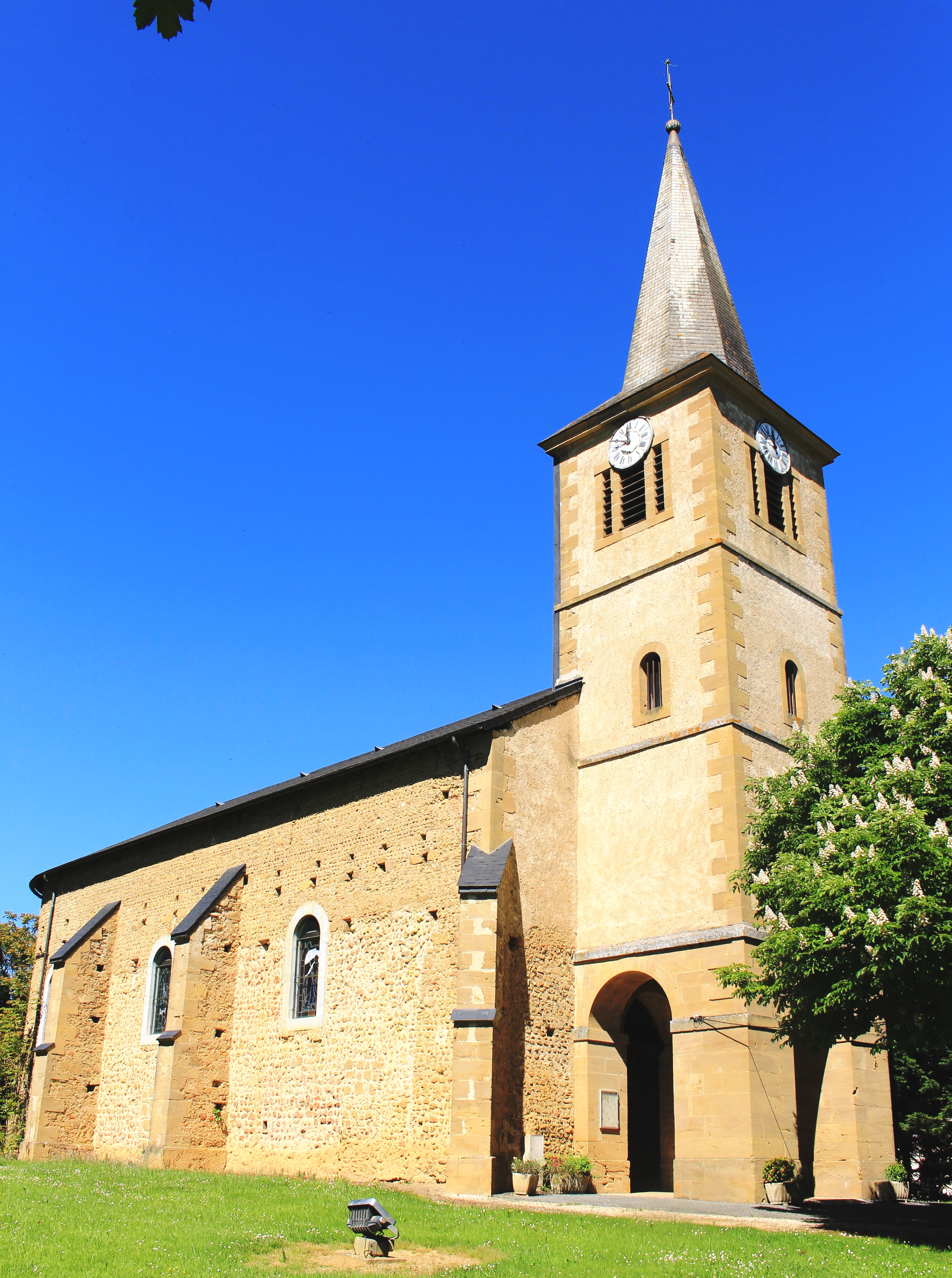
L'église de l’Assomption en 2019.

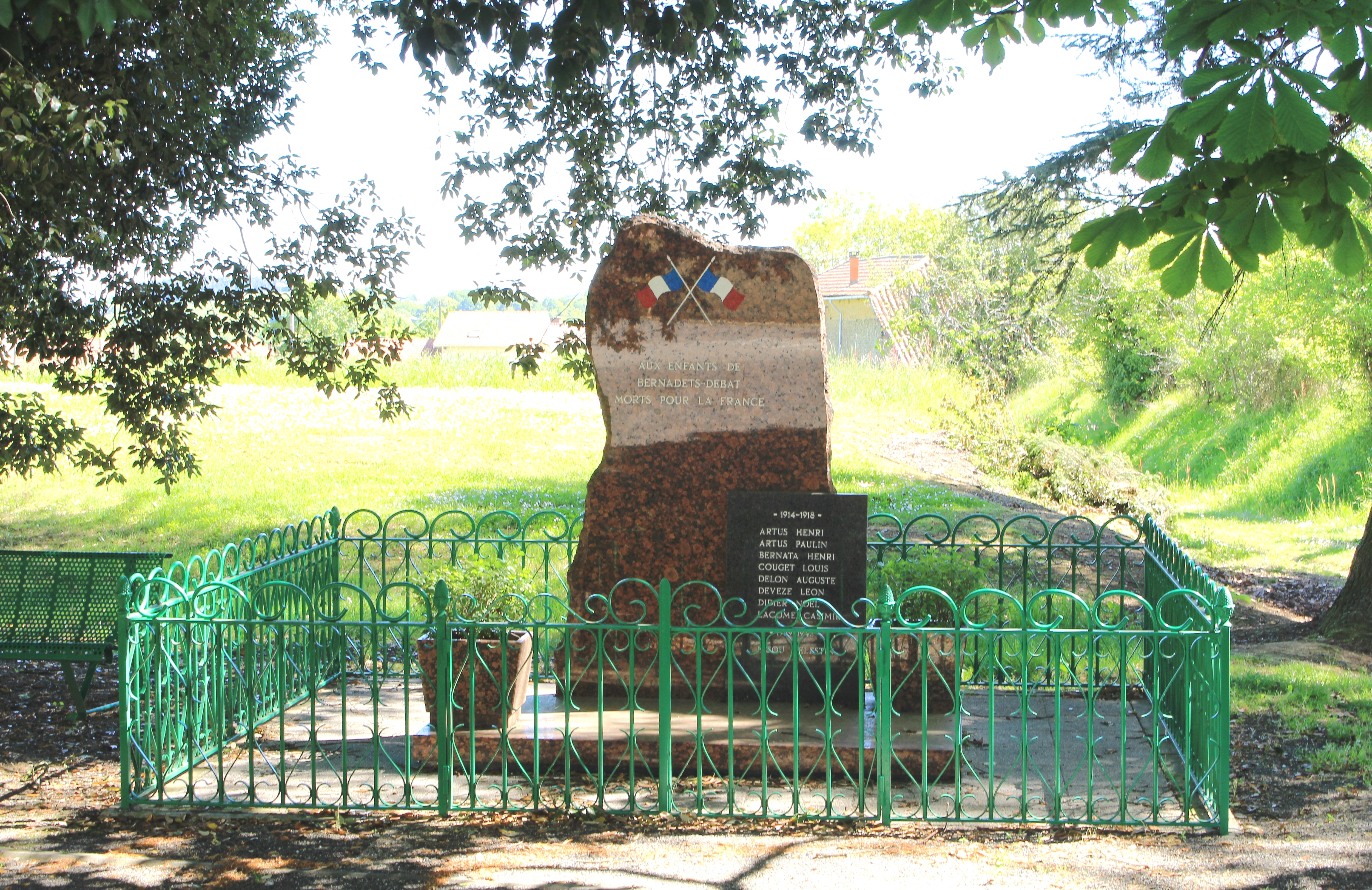
Le monument aux morts municipal.

### Lieux et monuments
- Église de l’Assomption de Bernadets-Debat.
- Lavoirs.

### Héraldique
| Blason | Blasonnement : De gueules à la croix pattée et alésée d’azur, bordée d’or, chargée en cœur d’une croisette d’argent,. |

Sélection de vues des lavoirs.
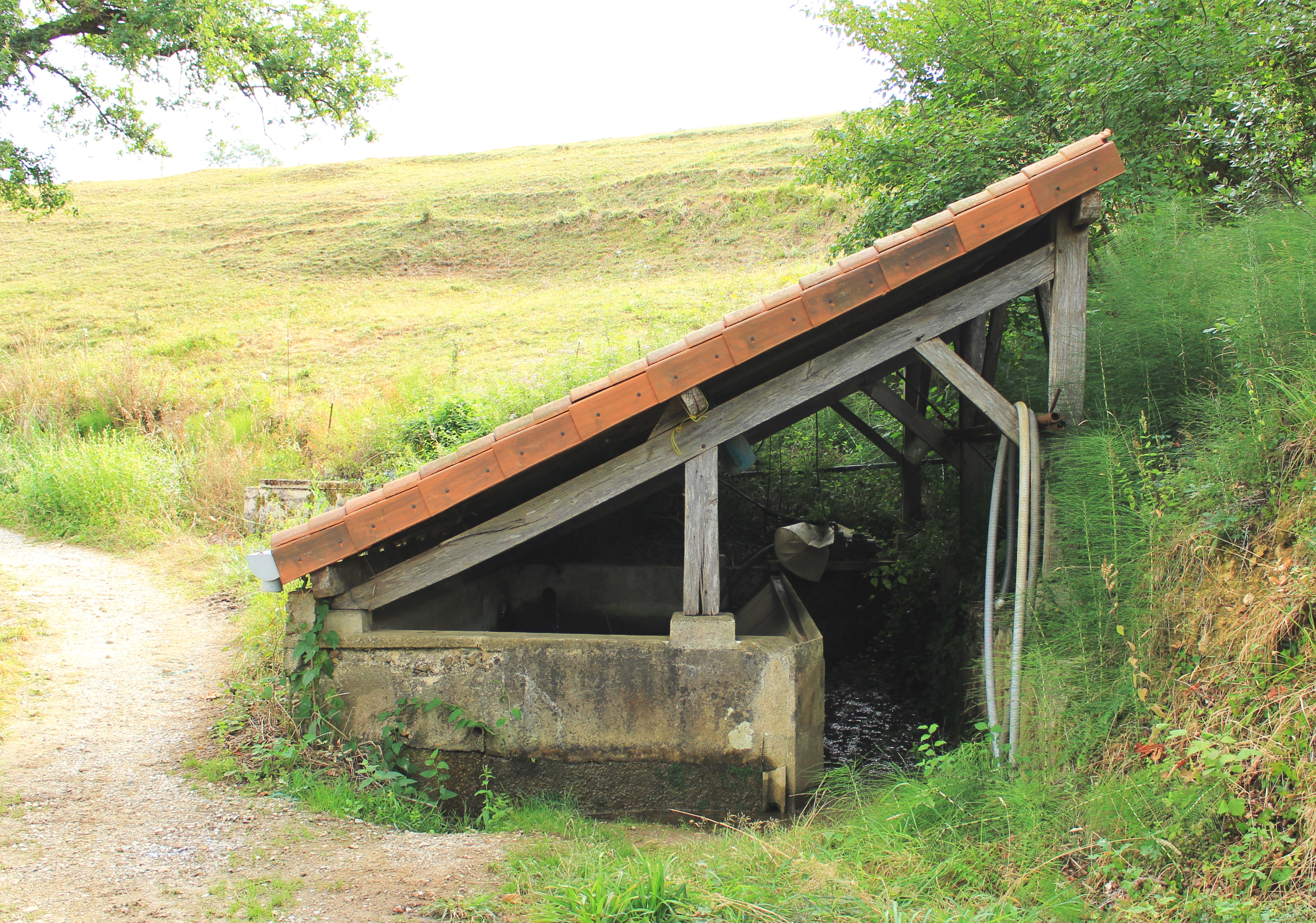
Le lavoir de l'église.
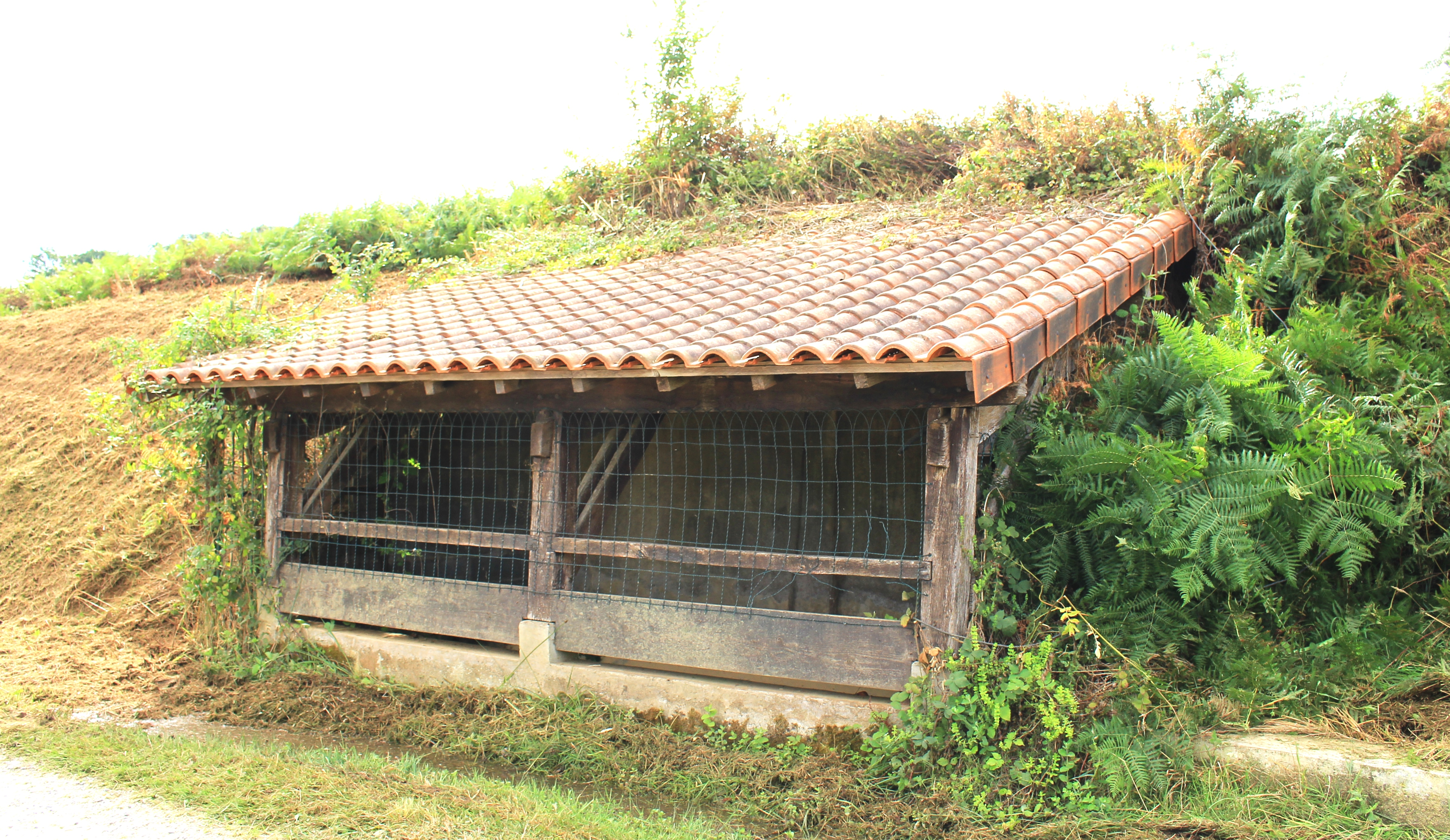
Le lavoir de Joulars.